# Puerto San Julián
Puerto San Julián o San Julián es una ciudad argentina de la provincia de Santa Cruz, en el departamento Magallanes. Ubicada sobre la bahía de San Julián, cuenta con un puerto y un aeropuerto. Por carretera, dista 360 km al norte de la capital provincial, Río Gallegos, y 427 km al sur de Comodoro Rivadavia, Chubut.

## Historia

La Bahía de San Julián en un grabado de 1740.

Puerto San Julián tiene una relevancia histórica destacada para la Patagonia y para toda la República Argentina. A orillas de la hoy bahía homónima, sucedieron una serie de hechos inaugurales como el primer avistaje de europeos por parte de los nativos de la zona, el surgimiento del gentilicio patagón -del que se deriva el topónimo "Patagonia"-, o la primera misa católica oficiada en la Argentina.

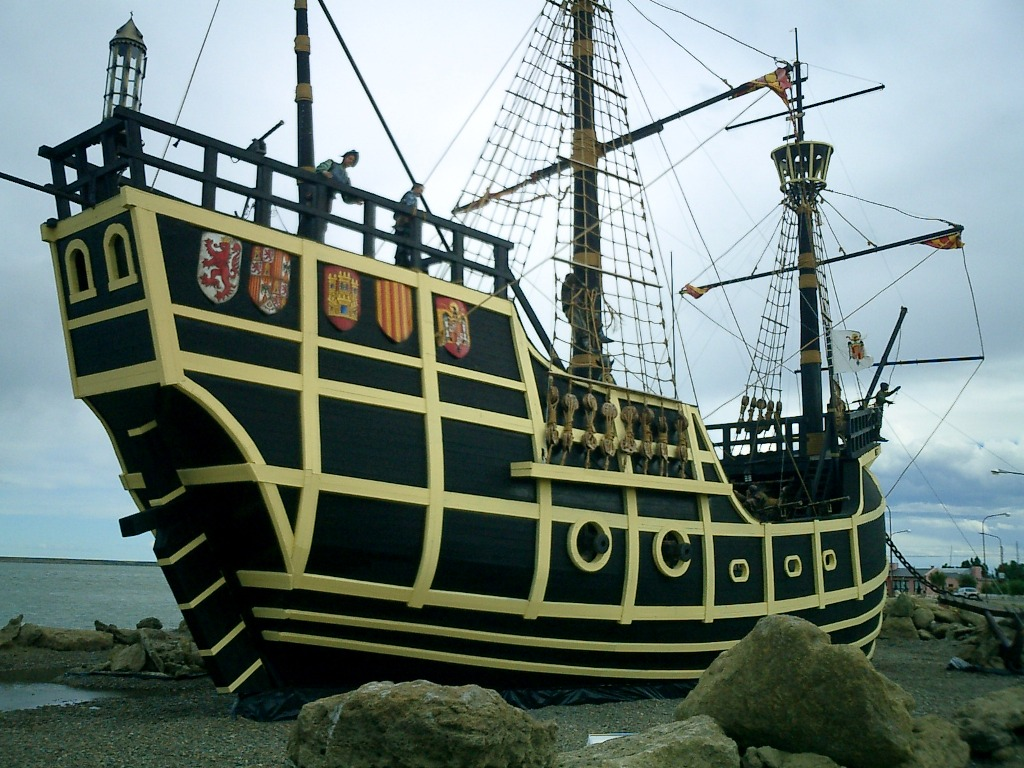
Réplica de la nao Victoria, ubicada en la Costanera de Puerto San Julián.

En marzo de 1520 arribó a la costa sanjulianense una expedición española en busca de un paso hacia las islas de las Especias por el sur de América. La expedición estaba comandada por el navegante portugués de nacimiento, nacionalizado castellano antes de partir su principal viaje de exploración, Fernando de Magallanes y estaba formada por cinco naves, una de las cuales era la célebre nao Victoria, embarcación que culminaría su periplo siendo el primero en dar la vuelta al mundo.
La estadía de la expedición estuvo cargada de simbología religiosa. El nombre de la bahía le fue impuesto por Magallanes por haberla descubierto el día que el santoral católico conmemora a San Julián de Cesarea. Magallanes también mandó poner una cruz en la elevación más alta de la zona, un cerro de 285 metros de altura desde el que se divisa toda la bahía y al que bautizó Monte Cristo. Ese lugar recibe hoy el nombre de Monte Wood (o Montevú, en la pronunciación coloquial de los lugareños).
La expedición se había visto complicada ya en las costas de la Patagonia norte, cuando algunos de los tripulantes reclamaron al comandante abandonar la búsqueda del paso y regresar a España, pues la tierra que se iba avistando al avanzar hacia el sur era cada vez más desierta y el clima cada vez más crudo. Esto hizo que Magallanes, encontrando abrigada la bahía, decidiera pasar el invierno en ella.
En los días subsiguientes, los disconformes se amotinaron, y ya planeaban capturar a Magallanes y volver a España, cuando él les tiende una celada y envía un bote a uno de los navíos sublevados, con cinco mensajeros que llevaban una carta con las condiciones de Magallanes para entregarse (la cual no era otra cosa más que una distracción). Cuando fueron recibidos por el capitán de los amotinados Luis de Mendoza, los mensajeros le entregaron la carta y mientras la leía, Gómez de Espinoza le clava un puñal en el cuello. Aprovechando la confusión, otro bote con 60 hombres de Magallanes sube al barco tomando el control del mismo. Pocas horas después, el otro buque amotinado se rindió, y su capitán Gaspar Quesada fue decapitado por orden de Magallanes.
Otro oficial fue ahorcado en la ribera oriental de la bahía, en un lugar todavía hoy llamado Punta Gallows (Punta Horca), nombre impuesto por el corsario inglés Francis Drake, que 67 años después entró en la bahía con su flota, y encontró en ese lugar los restos del patíbulo. El capellán de la expedición, que también integró el motín, fue condenado a destierro, y abandonado -al marcharse la expedición- en un islote llamado desde entonces Isla Justicia. En Puerto San Julián, la expedición de Magallanes realizó el primer contacto del hombre blanco con aborígenes de la etnia aonikenk, a quienes describe el cronista Antonio Pigafetta como "gigantes".
Equivocadamente se ha sostenido que el nombre de la región patagónica se debe precisamente a que, por los cueros de guanaco con que estos indígenas envolvían sus pies, las huellas que dejaban en la nieve eran enormes, y motivaron que los españoles los llamasen patagones; aunque, en realidad, no está muy claro si dicho gentilicio se refiere a un personaje novelesco de la época o a alguna palabra en idioma nativo.
El primer precedente de una localidad con población europea data del año 1780, cuando a unos 10 kilómetros al noroeste del centro de la actual ciudad se fundó la colonia española llamada Floridablanca. Las ruinas de esta población están siendo exhumadas y forman parte de un museo perteneciente al municipio de San Julián.
El 17 de febrero de 1922, tuvo lugar en el municipio la llamada Rebelión de las Putas de San Julián, la cual constituyó la única protesta pública llevada a cabo por población civil contra los asesinatos de obreros cometidos por el ejército argentino en el marco de la Patagonia rebelde.
La localidad y su aeródromo de la Aeroposta es mencionada en el libro Vuelo nocturno, del escritor y aviador Antoine de Saint-Exupéry.
En octubre de 2014, el gobierno local firmó el hermanamiento entre Puerto San Julián y la ciudad de Sabrosa, en Portugal, lugar natal de Magallanes.

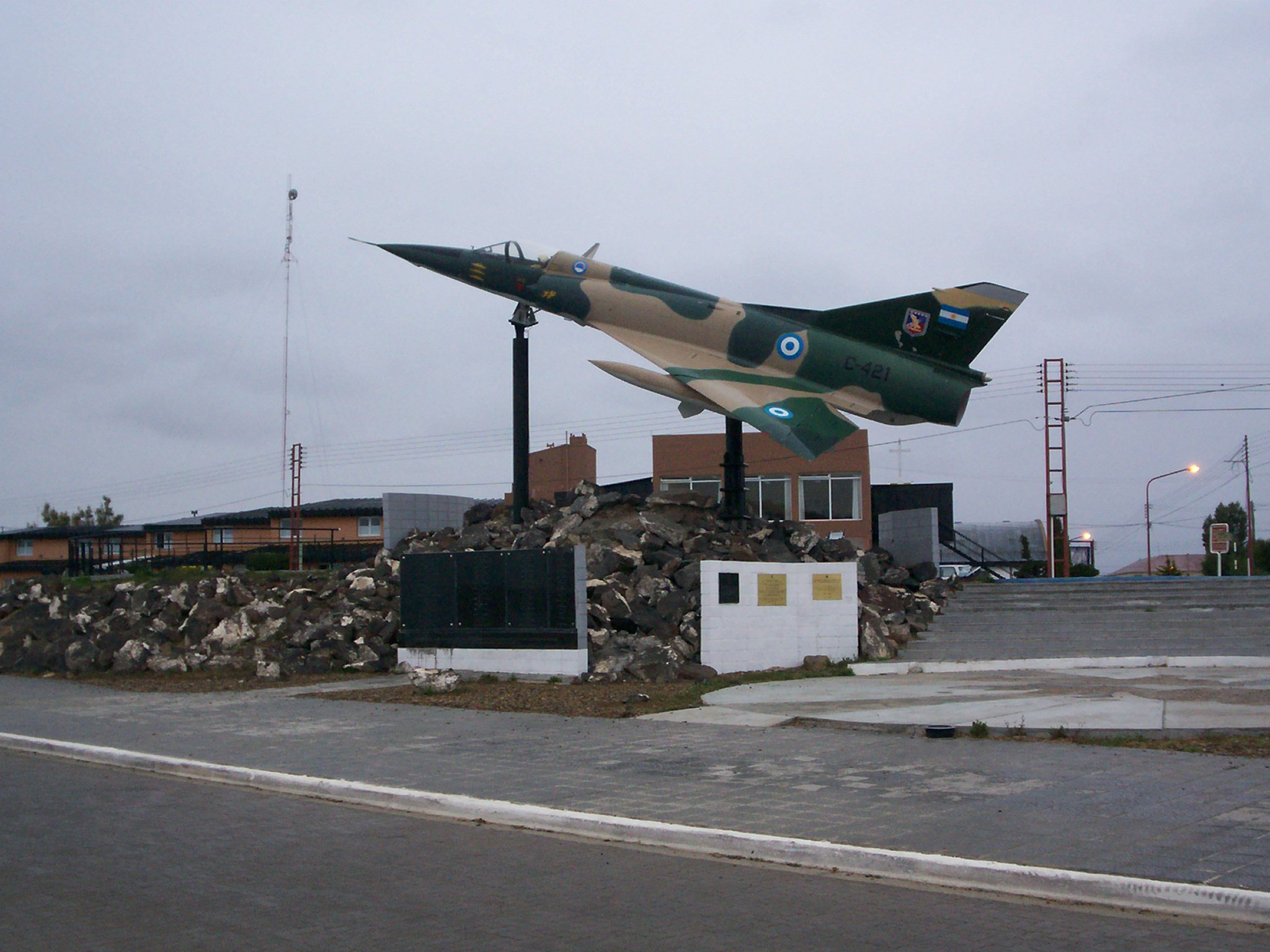
Monumento en homenaje a un avión militar de la guerra de las Malvinas.

### Guerra de las Malvinas
El aeropuerto local sirvió a la Base Aérea Militar San Julián de la Fuerza Aérea Sur durante la guerra de las Malvinas. La base albergó al II Escuadrón Aeromóvil Dagger, al I Escuadrón Aeromóvil A-4C, al I Escuadrón Aeromóvil A-4B y al II Escuadrón Aeromóvil A-4B. La Fuerza Aérea Argentina bautizó al aeropuerto «Capitán José Daniel Vázquez», honrando la memoria de este aviador muerto en combate.
En 2022 la Fuerza Aérea Argentina declaró «Ciudad Heroica» a Puerto San Julián en reconocimiento al apoyo de la ciudad a la fuerza aérea.

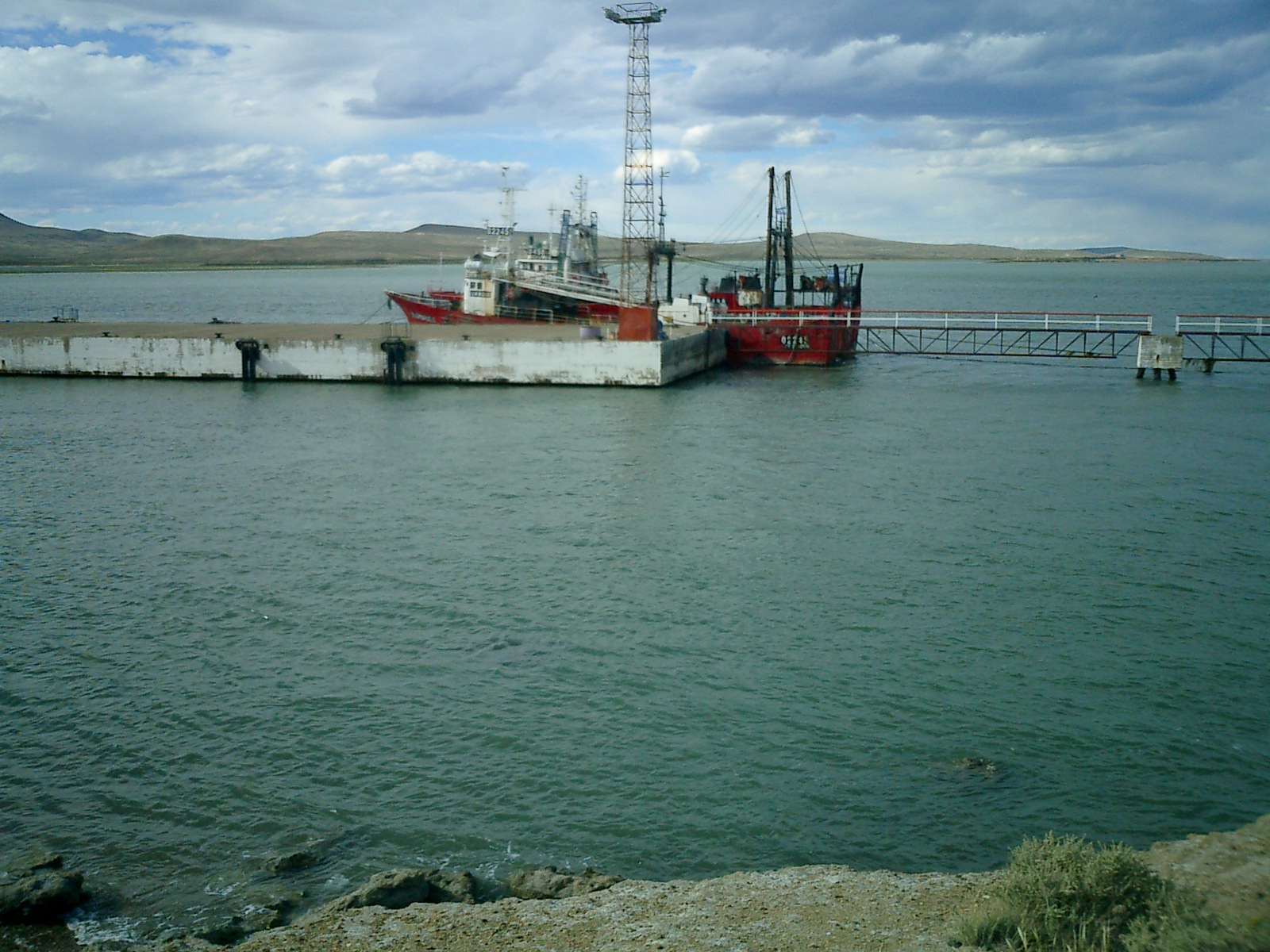
Muelle de Puerto San Julián

## Geografía
La zona está formada por rocas sedimentarias marinas del terciario, correspondientes a la formación patagónica, coronados por rodados patagónicos. Presenta suaves colinas onduladas de escaso relieve relativo; barrancas o acantilados expuestos aledaños al mar, de 15 a 60 m de altura.
El litoral sanjulianense experimenta amplitudes de marea de casi 10 m, lo cual produce drásticas modificaciones del paisaje costero en pocas horas. El casco urbano está ubicado en la orilla occidental de una bahía de forma alargada, de 13 km de extensión máxima y de 5 km de ancho.

## Clima

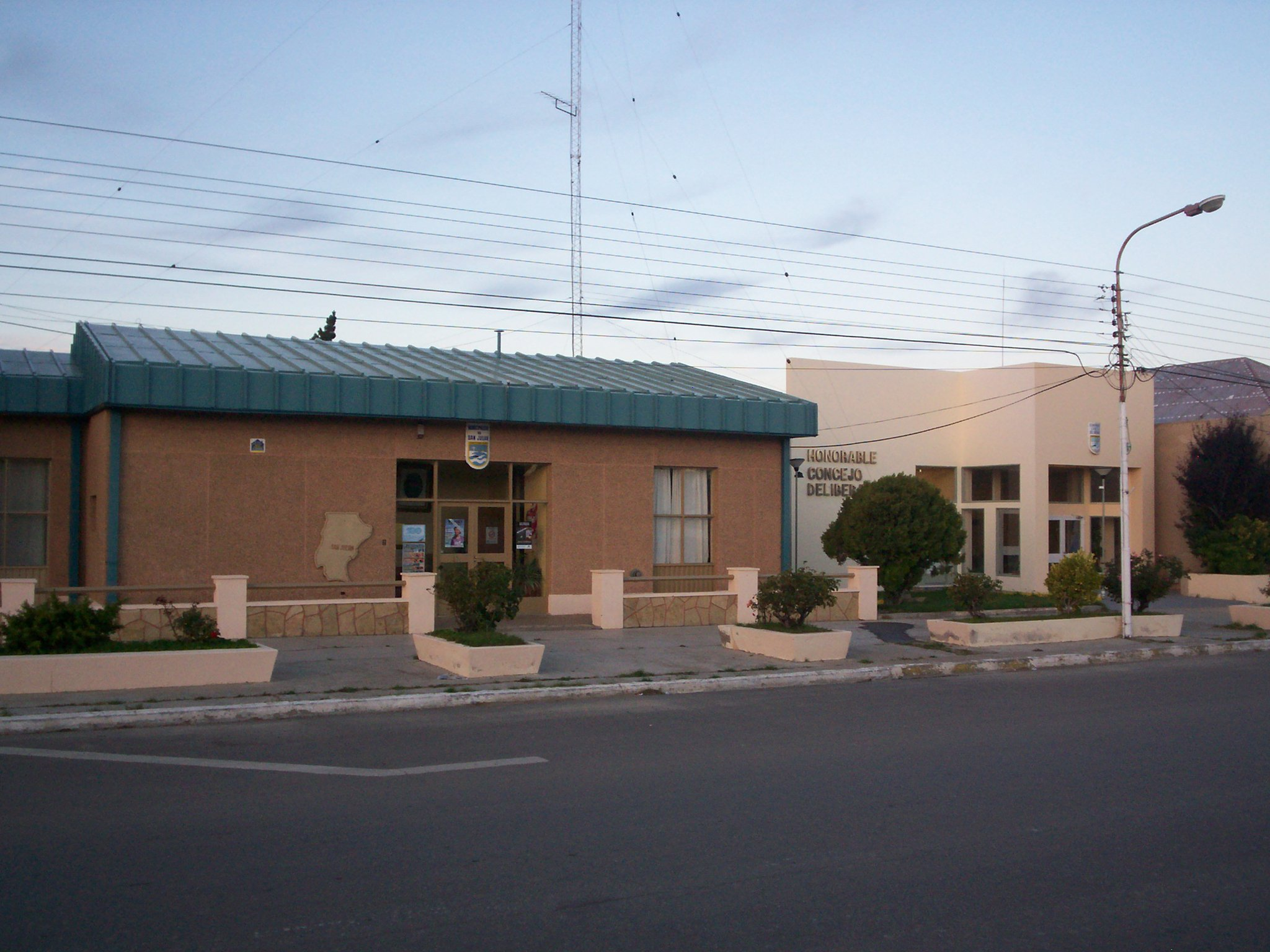
Palacio Municipal de Puerto San Julián.

| Parámetros climáticos promedio de Puerto San Julián (medias 1991-2020, extremas 1951–1960 y 1971–2014) | Parámetros climáticos promedio de Puerto San Julián (medias 1991-2020, extremas 1951–1960 y 1971–2014) | Parámetros climáticos promedio de Puerto San Julián (medias 1991-2020, extremas 1951–1960 y 1971–2014) | Parámetros climáticos promedio de Puerto San Julián (medias 1991-2020, extremas 1951–1960 y 1971–2014) | Parámetros climáticos promedio de Puerto San Julián (medias 1991-2020, extremas 1951–1960 y 1971–2014) | Parámetros climáticos promedio de Puerto San Julián (medias 1991-2020, extremas 1951–1960 y 1971–2014) | Parámetros climáticos promedio de Puerto San Julián (medias 1991-2020, extremas 1951–1960 y 1971–2014) | Parámetros climáticos promedio de Puerto San Julián (medias 1991-2020, extremas 1951–1960 y 1971–2014) | Parámetros climáticos promedio de Puerto San Julián (medias 1991-2020, extremas 1951–1960 y 1971–2014) | Parámetros climáticos promedio de Puerto San Julián (medias 1991-2020, extremas 1951–1960 y 1971–2014) | Parámetros climáticos promedio de Puerto San Julián (medias 1991-2020, extremas 1951–1960 y 1971–2014) | Parámetros climáticos promedio de Puerto San Julián (medias 1991-2020, extremas 1951–1960 y 1971–2014) | Parámetros climáticos promedio de Puerto San Julián (medias 1991-2020, extremas 1951–1960 y 1971–2014) | Parámetros climáticos promedio de Puerto San Julián (medias 1991-2020, extremas 1951–1960 y 1971–2014) |
| Mes | Ene.                                                                                                   | Feb.                                                                                                   | Mar.                                                                                                   | Abr.                                                                                                   | May.                                                                                                   | Jun.                                                                                                   | Jul.                                                                                                   | Ago.                                                                                                   | Sep.                                                                                                   | Oct.                                                                                                   | Nov.                                                                                                   | Dic.                                                                                                   | Anual                                                                                                  |
| --- | --- | --- | --- | --- | --- | --- | --- | --- | --- | --- | --- | --- | --- |
| Temp. máx. abs. (°C)                                                                                   | 37.5                                                                                                   | 36.8                                                                                                   | 36.8                                                                                                   | 30.7                                                                                                   | 25.2                                                                                                   | 22.8                                                                                                   | 19.3                                                                                                   | 23.4                                                                                                   | 29.8                                                                                                   | 31.4                                                                                                   | 32.2                                                                                                   | 35.8                                                                                                   | 37.5                                                                                                   |
| Temp. máx. media (°C)                                                                                  | 22.9                                                                                                   | 22.3                                                                                                   | 19.9                                                                                                   | 16.1                                                                                                   | 11.3                                                                                                   | 7.5 | 7.4 | 10.0                                                                                                   | 13.4                                                                                                   | 16.7                                                                                                   | 19.6                                                                                                   | 21.4                                                                                                   | 15.7                                                                                                   |
| Temp. media (°C)                                                                                       | 16.1                                                                                                   | 15.3                                                                                                   | 13.2                                                                                                   | 10.0                                                                                                   | 6.5 | 3.6 | 3.3 | 4.8 | 7.4 | 10.2                                                                                                   | 13.0                                                                                                   | 14.7                                                                                                   | 9.8 |
| Temp. mín. media (°C)                                                                                  | 9.4 | 8.9 | 7.4 | 4.9 | 2.1 | -0.1                                                                                                   | -0.5                                                                                                   | 0.6 | 2.3 | 4.2 | 6.5 | 8.3 | 4.5 |
| Temp. mín. abs. (°C)                                                                                   | -0.8                                                                                                   | -1.8                                                                                                   | -2.5                                                                                                   | -5.8                                                                                                   | -8.8                                                                                                   | -9.5                                                                                                   | -11.0                                                                                                  | -9.8                                                                                                   | -8.6                                                                                                   | -5.3                                                                                                   | -2.1                                                                                                   | -0.4                                                                                                   | -11.0                                                                                                  |
| Precipitación total (mm)                                                                               | 16.5                                                                                                   | 25.7                                                                                                   | 25.6                                                                                                   | 16.1                                                                                                   | 24.8                                                                                                   | 30.6                                                                                                   | 25.6                                                                                                   | 18.7                                                                                                   | 16.9                                                                                                   | 17.6                                                                                                   | 15.5                                                                                                   | 24.6                                                                                                   | 258.2                                                                                                  |
| Días de precipitaciones (≥ 0.1 mm)                                                                     | 6.9 | 7.0 | 6.8 | 7.0 | 7.8 | 7.8 | 6.9 | 7.4 | 6.8 | 6.9 | 7.1 | 8.7 | 87.0                                                                                                   |
| Humedad relativa (%)                                                                                   | 51.5                                                                                                   | 56.7                                                                                                   | 59.3                                                                                                   | 62.5                                                                                                   | 69.5                                                                                                   | 74.5                                                                                                   | 74.4                                                                                                   | 69.6                                                                                                   | 64.0                                                                                                   | 57.0                                                                                                   | 52.0                                                                                                   | 52.5                                                                                                   | 62.0                                                                                                   |
| Fuente n.º 1: Secretaría de Minería, Oficina de Riesgo Agropecuario (extremas 1970–2014)               | | | | | | | | | | | | | |
| Fuente n.º 2: Servicio Meteorológico Nacional (medias 1991-2020, humedad y días con precipitaciones)   | | | | | | | | | | | | | |

## Demografía
- Población en 1991: 5114 habitantes.[20]
- Población en 2001: 6143 habitantes.
- Población en 2010: 7894 habitantes,[21] de los cuales 4.013 eran mujeres y 3.881 eran hombres.
- El censo 2022 reveló 12.493 habitantes y 5 204 viviendas.[22] Este resultado la posicionó como la séptima localdia de la provincia.

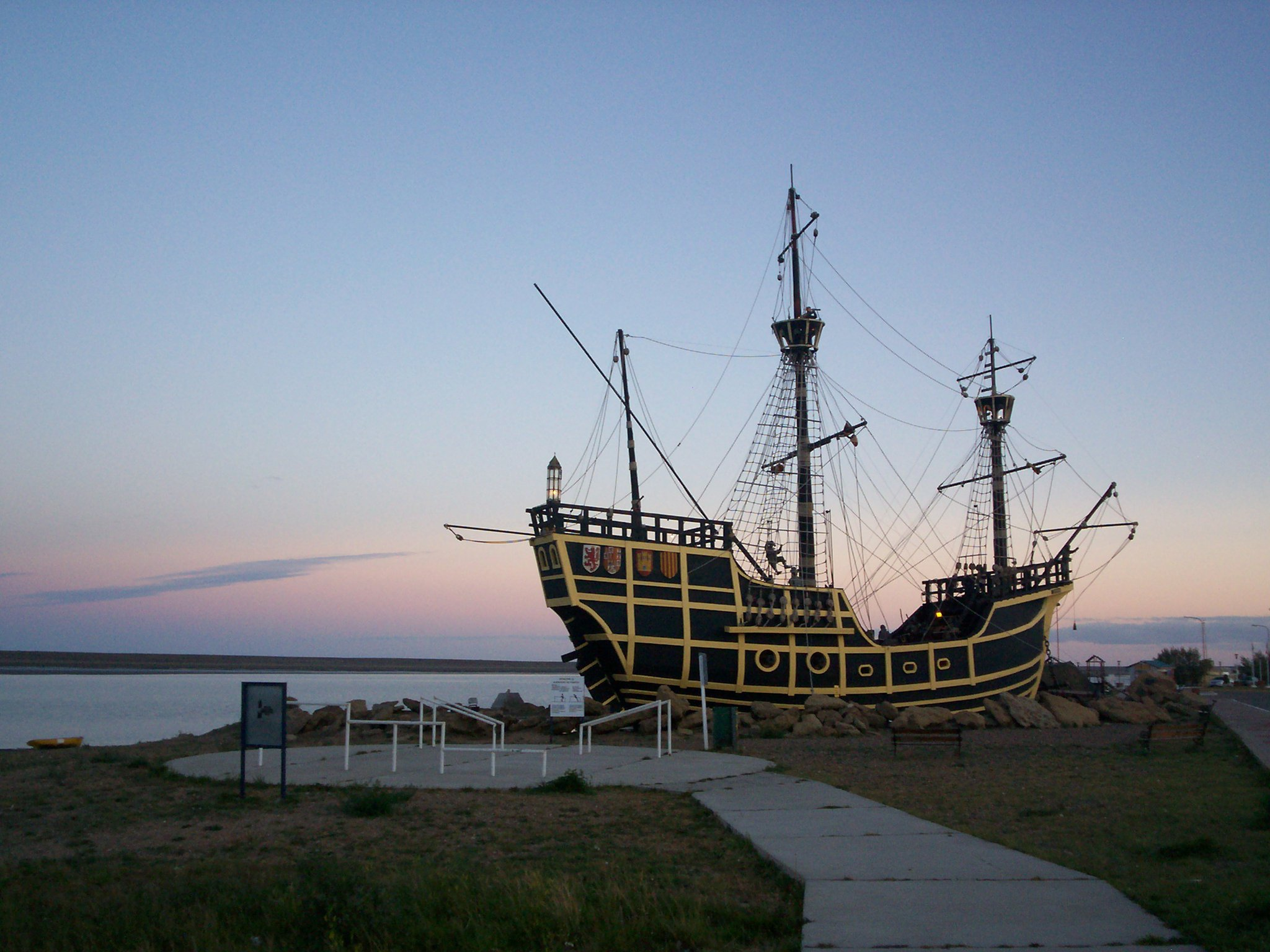
Buque Nao Victoria.

| Evolución de la población desde 1947 a 2022.                                                 |
|                                                                                              |
| Fuente INDEC - Elaboración gráfica por Wikipedia - Puerto San Julián, Santa Cruz, Argentina. |

## Turismo
A la fecha, Puerto San Julián cuenta con algunos atractivos turísticos:
- las ruinas de Floridablanca, con un museo arqueológico adjunto y un plan de reconstrucción en desarrollo;[12]
- el área natural protegida Reserva Natural de San Julián, que se ubica en la península homónima;[23]
- el circuito costero con La Lobería y Cormoranera;
- la bahía San Julián, con las islas Cormorán y Justicia;
- el museo temático Nao Victoria.[24]

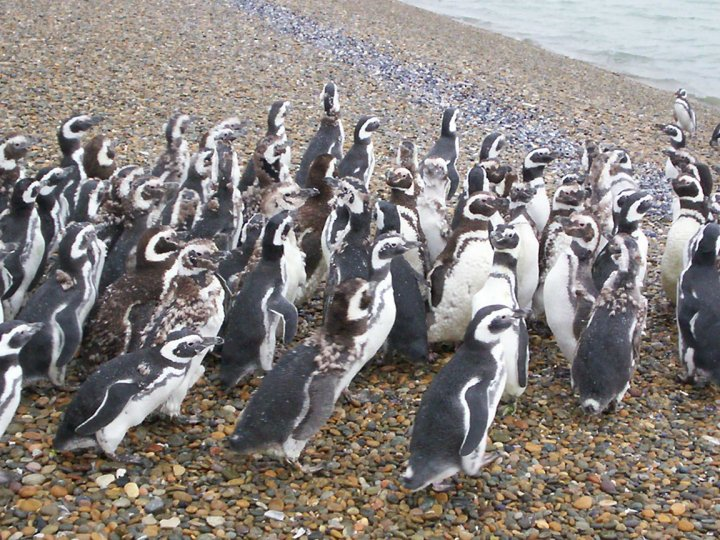
Pingüinos frente a la bahía de San Julián.

Estos atractivos naturales concentran una gran biodiversidad de fauna y flora, como son:
- pingüinos,
- elefantes marinos,
- flamencos,
- patos,
- liebres,
- y otras muchas especies representantes de la fauna patagónica y oceánica argentina.

En la bahía y en la costa oceánica se pueden practicar deportes náuticos, incluidos el buceo y la pesca deportiva.

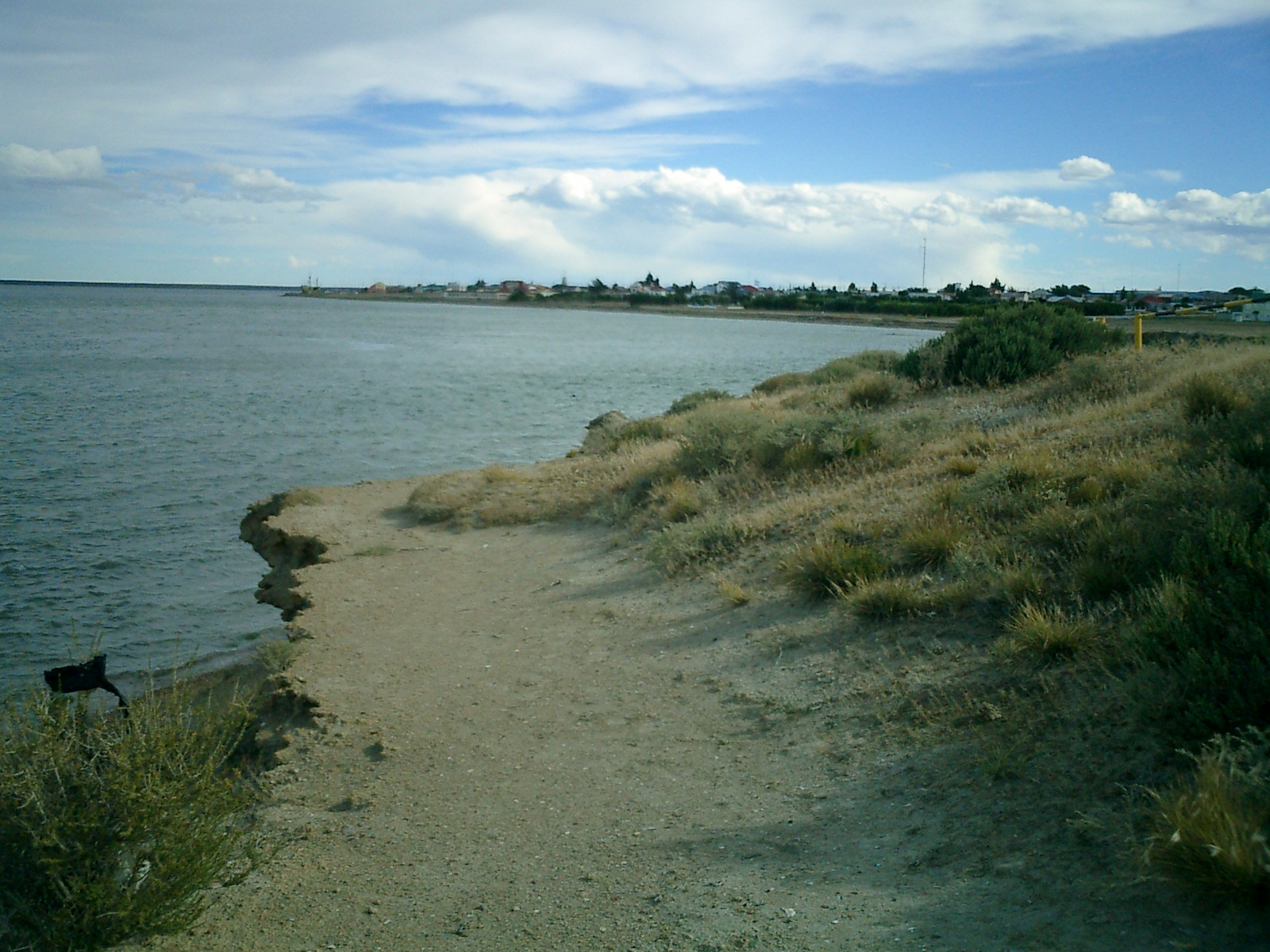
Bahía de San Julián

## Arquitectura
La arquitectura de Puerto San Julián es un reflejo de las diferentes corrientes inmigratorias arribadas a la ciudad, esencialmente durante todo el siglo XX hasta la actualidad. La arquitectura histórica exhibe predominantemente influencias británicas por los habitantes provenientes de las islas Malvinas, que devino en la llamada «arquitectura magallánica». Ejemplos de esta arquitectura aparecen en el sudeste del casco histórico de la ciudad.

## Hermanamientos
- Sabrosa, Portugal (2014)[15]

## Parroquias de la Iglesia católica en Puerto San Julián
| Diócesis  | Río Gallegos             |
| --------- | ------------------------ |
| Parroquia | Sagrado Corazón de Jesús |